# Giovanna Garzoni
Giovanna Garzoni, född 1600 i Ascoli Piceno, död i februari 1670 i Rom, var en italiensk målare under barockepoken. Hon är känd för sina realistiska stillebenmålningar och detaljerade botaniska avbildningar.

## Biografi
År 1616 fick Garzoni i uppdrag att måla ett herbarium.
År 1630 anlände hon till Neapel för att arbeta för den spanske vicekungen, Fernando Afán de Ribera. Hon lämnade Neapel året därpå för Rom, men for till Turin redan 1632, då hon kallades av Christine av Frankrike för att måla miniatyrer vid Turins hov. Efter några år i Paris samt i Florens, där hon utförde målningar för familjen Medici, bestämde sig Garzoni för att slå sig ned i Rom. Hon utförde här en rad målningar med blomster- och fruktmotiv.
Giovanna Garzoni avled 1670 och är begravd i kyrkan Santi Luca e Martina vid Forum Romanum.

## Bilder

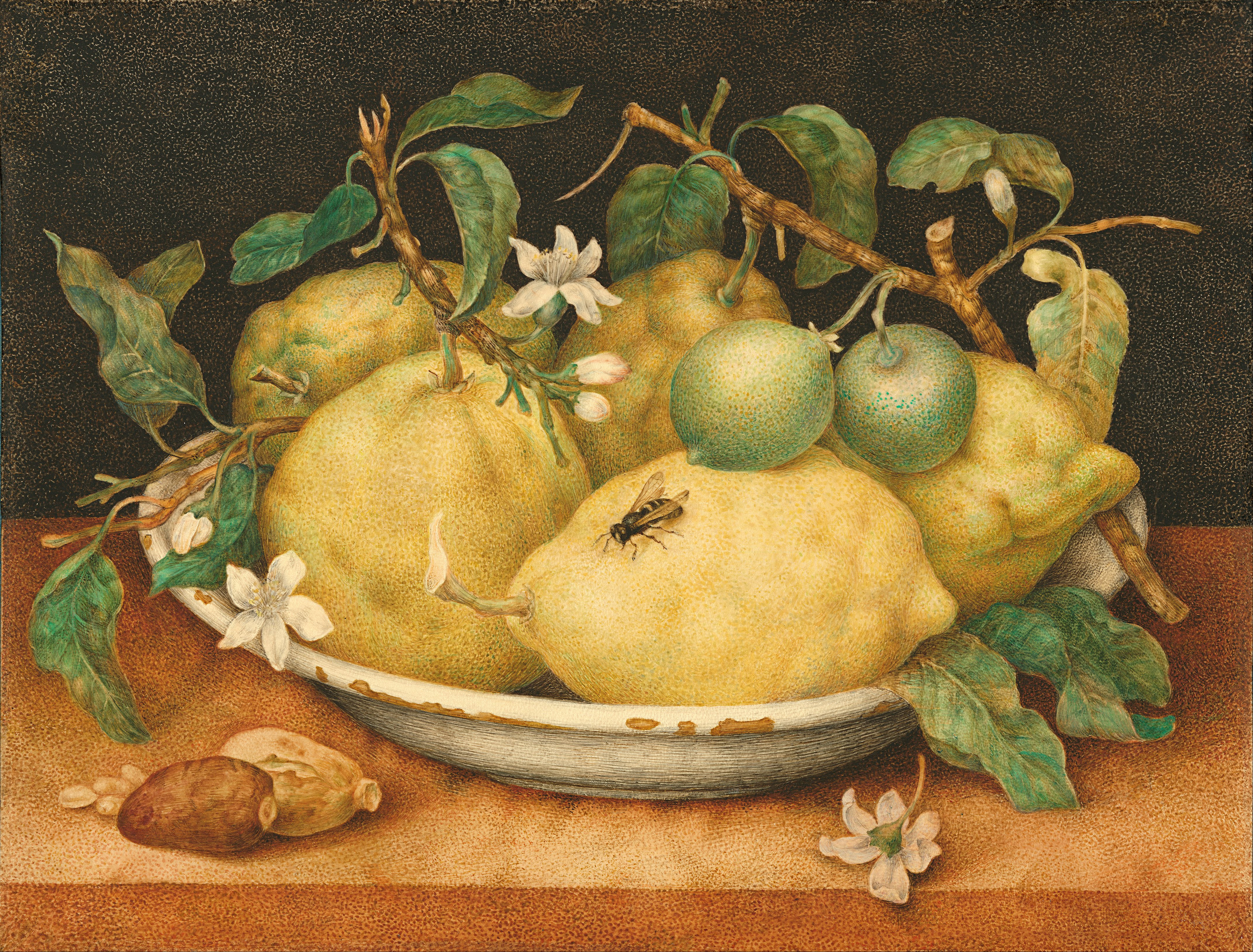
Stilleben med skål med citroner.
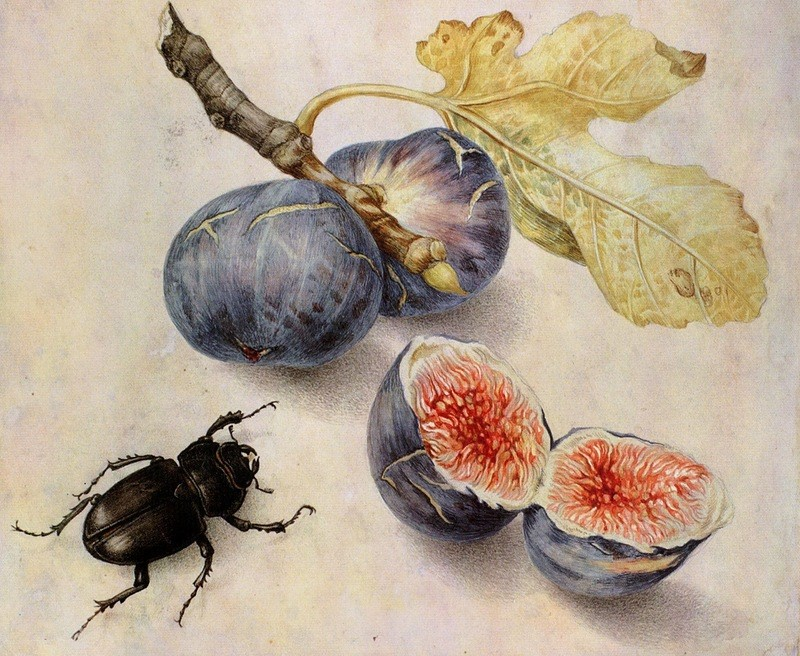
Fikon och skalbagge.
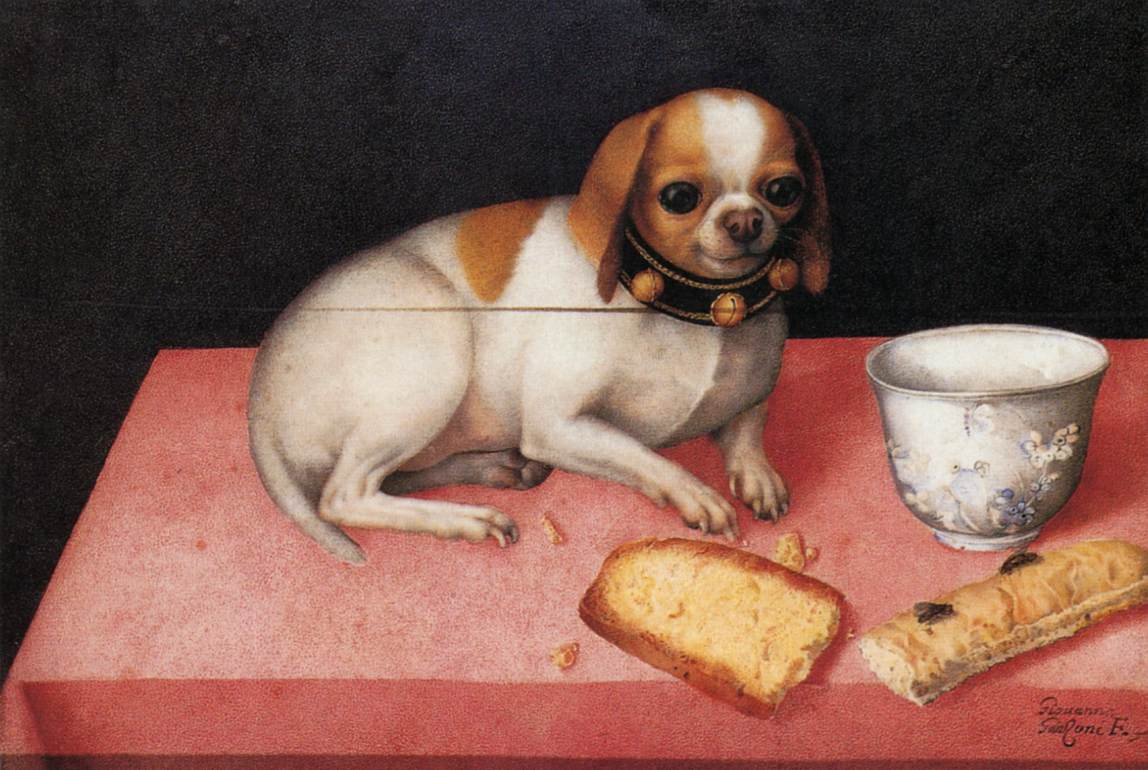
Hund med kinesisk skål och kakor.